# Dominic Rass
Dominic Rass (* 17. Februar 1993) ist ein österreichischer Fußballspieler.

## Karriere
Rass begann seine Karriere beim ASK Ybbs. Zur Saison 2007/08 wechselte er in die Akademie des SK Sturm Graz. Im September 2011 wurde er an den viertklassigen SV Pachern verliehen. Für Pachern kam er in der Saison 2011/12 zu 23 Einsätzen in der Landesliga. Zur Saison 2012/13 kehrte er zu Sturm zurück, wo er fortan für die Amateure zum Einsatz kam. Nachdem er bis zur Winterpause nur zu zwei Einsätzen in der Regionalliga gekommen war, wurde er im Jänner 2013 an den Zweitligisten TSV Hartberg verliehen.
Sein Debüt in der zweiten Liga gab er im März 2013, als er am 21. Spieltag der Saison 2012/13 gegen den First Vienna FC in der Halbzeitpause für Kevin Krisch eingewechselt wurde. Bis zum Ende der Leihe kam er zu 13 Zweitligaeinsätzen für den TSV. Nach dem Ende der Leihe kehrte er nicht nach Graz zurück, sondern wechselte zur Saison 2013/14 nach Deutschland zum Regionalligisten SV Schalding-Heining. Für die Passauer kam er in jener Spielzeit zu 23 Einsätzen in der Regionalliga. Zur Saison 2014/15 wechselte Rass zur fünftklassigen Zweitmannschaft von Dynamo Dresden. Für Dynamo II absolvierte er 20 Spiele in der Oberliga.
Nachdem die zweite Mannschaft von Dynamo nach Saisonende aufgelöst worden war, kehrte er zur Saison 2015/16 nach Österreich zurück und wechselte zum Regionalligisten FC Blau-Weiß Linz. Für die Linzer kam er zu neun Regionalligaeinsätzen und stieg mit dem Verein am Saisonende als Meister der Regionalliga Mitte in die zweite Liga auf. Daraufhin kehrte er zur Saison 2016/17 zu seinem Jugendklub zurück, dem fünftklassigen ASK Ybbs. In den folgenden zweieinhalb Spielzeiten kam Rass zu 64 Einsätzen für Ybbs in der 2. Landesliga.
Im Jänner 2019 wechselte er in die Steiermark zum sechstklassigen SV Kaindorf/Sulm. Mit Kaindorf stieg er am Ende der Saison 2018/19 in die Gebietsliga ab. In eineinhalb Jahren in Kaindorf kam er zu 23 Einsätzen. Zur Saison 2020/21 schloss er sich dem Regionalligisten SC Kalsdorf an. Für Kalsdorf absolvierte er vier Regionalligapartien. Zur Saison 2021/22 wechselte er zum sechstklassigen USV Ragnitz.

## Persönliches
Sein Bruder Benjamin (* 2001) ist ebenfalls Fußballspieler.